# Cause en droit français des contrats
Pour les articles homonymes, voir cause.
La cause de l'obligation était une des quatre notions centrales en droit des contrats français avec l'objet, le consentement et la capacité à contracter. Elle était déterminante de la validité d'un contrat. Un contrat sans cause ou avec une cause illicite ne pouvait être valable. 
Originellement, la cause pouvait être considérée de deux façons différentes. Ainsi, les canonistes faisaient une distinction entre la cause efficiente (qui correspond à la condition sine qua non, c'est-à-dire sans laquelle on n'aurait pas contracté) et la cause finale (le but poursuivi). Ils étaient inspirés de considérations d'ordre moral telles que le respect de la parole donnée nonobstant l'absence de formes et la nécessité que l'engagement soit raisonnable (c'est-à-dire qu'il y ait une « cause » : on ne s'engage pas sans raison, et que cette cause ne soit pas immorale).
En droit romain, était utilisée la cause efficiente, de façon subsidiaire en raison du formalisme. De nos jours, c'est le sens de cause finale qui a été retenu. Il convient de rechercher le but poursuivi par les parties. Dès lors, la cause peut-être appréciée objectivement ou subjectivement.
La réforme de 2016 du droit des contrats fait disparaître cette notion de cause dans le code civil. Cette sortie est toutefois trompeuse puisque le régime du droit des contrats imposera toujours que les conventions ne dérogent pas à l'ordre public et aux bonnes mœurs (cause subjective) et l'existence d'une réelle contrepartie dans les contrats à titre onéreux (cause objective). De plus, tous les contrats établis avant cette réforme restent valides, la notion de cause s'y applique donc toujours.

## Les fonctions de la cause
La cause a une triple fonction :
- Protection du consentement des parties et de l'équilibre du contrat.
- Protection de l'ordre social (cause illicite ou immorale).
- Subsidiairement : qualification des contrats (selon la théorie classique, la cause — mobile abstrait — est la même pour chaque catégorie de contrat).

Chaque vice affectant la cause répond à une fonction de celle-ci :
- Sanctionner l'absence de cause permet de pallier une atteinte au consentement et à l'équilibre du contrat ; ce vice est sanctionné de nullité relative à la charge de celui qui l'invoque de le prouver.
- Sanctionner l'illicéité de la cause vise au contraire à  assurer la protection de l'ordre social ; c'est la nullité absolue, qui est ici encourue, tout individu justifiant d'un intérêt pouvant l'invoquer.

## La nature de la cause en doctrine: cause objective ou cause subjective
Pour Jean Domat et la théorie classique, lorsque le juge opère une appréciation objective de la cause, il s'agit du mobile abstrait de l'obligation. On parle de « cause de l'obligation ». Pour Jacques Maury et la théorie moderne, au contraire, lorsque le juge opère une appréciation subjective de la cause, il faut prendre en compte les mobiles concrets de l'obligation. On parle de « cause du contrat ».
C'est à Jacques Maury que l'on doit d'avoir souligné que sous ses deux aspects — cause objective et cause subjective — il s'agit toujours d'une même notion : celle qui justifie le pourquoi de l'engagement.

### La théorie classique de la cause: cause objective

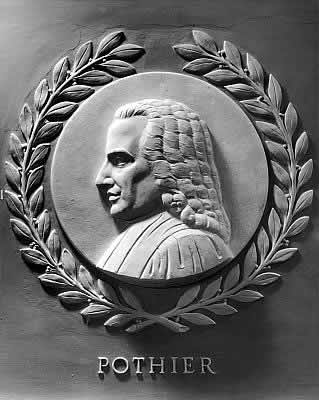
Une effigie de Pothier sur le bâtiment de la Chambre des représentants des États-Unis

Cette théorie a été développée par Jean Domat (XVIIe siècle), reprise par Pothier (XVIIIe siècle) et c'est d'elle dont se sont inspirés les rédacteurs du Code civil de 1804. Elle vise à protéger le consentement.
Pour Domat et la théorie classique, il s'agit donc du but immédiat et direct qui conduit le débiteur à s'engager. On parle également de cause abstraite car on recherche la raison d'être générale du contrat. Ainsi, elle est toujours la même pour un même type de contrat:
- Contrat synallagmatique : la cause est la contrepartie (l'avantage espéré par chaque partie), ce qui revient à énoncer :
« La cause de l'obligation de l'une des parties réside dans l'objet de l'obligation de l'autre, et réciproquement. »
- Contrat réel : la cause est constituée par la remise de la chose, objet du contrat, par une partie, et que celle qui l'a reçue s'oblige à restituer.
- Contrat à titre onéreux : l'engagement de chacun trouve sa raison d'être dans la contrepartie reçue ou attendue de l'autre.
- Contrat à titre gratuit : la cause est constituée par l'intention libérale (animus donandi).
- Contrat aléatoire : L'existence de la cause réside dans l'aléa.
- Contrat de prêt (type de contrat unilatéral) : La cause de l'obligation de l'emprunteur réside dans la remise de la chose par le prêteur.
- Contrat de cautionnement (type de contrat unilatéral) : la jurisprudence a considéré à cet égard que la cause du cautionnement réside dans les prestations que le créancier doit fournir au débiteur principal, nonobstant la qualité de la caution et ses relations avec le débiteur principal (à moins qu'il n'en ait été stipulé autrement).

C'est dans cette mesure que la cause objective peut servir à qualifier les contrats.

### La théorie moderne de la cause: cause subjective
Elle a été exposée en 1920 d'une part par Henri Capitant et d'autre part par Jacques Maury. Capitant remonte à la théorie des canonistes mais il retrouve une notion totalement différente de Domat : l'engagement devait être causé mais aussi légitime et honnête. Selon les auteurs du XIXe siècle, la cause de chaque obligation est l'obligation assumée par le cocontractant ; pour Capitant c'est l'exécution de cette obligation, chacun ne s'engage pas uniquement pour que l'autre s'engage mais surtout pour que l'autre exécute son engagement. 
Pour Capitant comme pour Maury, la cause a un rôle dynamique dans l'acte juridique : c'est la volonté des parties qui engendre des obligations et modifie les relations, les patrimoines, etc.
Ainsi, lorsque la cause est appréciée subjectivement, le juge va considérablement pousser la recherche de la cause de chaque partie : on parle de recherche de la "cause impulsive et déterminante" ayant poussé les parties à contracter.

### Critique anti-causaliste et réfutation
La cause, notion fondamentale du droit des contrats français, a pourtant été vivement critiquée notamment par Planiol qui appartient à la doctrine "anti-causaliste". Néanmoins, ses critiques ont suscité des réponses de la part des défenseurs de la notion de cause comme notion indispensable à la compréhension de la matière contractuelle.

#### La thèse anti-causaliste de Planiol
La théorie de la cause est fausse
- Du point de vue de la logique formelle : les deux obligations réciproques d'un contrat synallagmatique ne peuvent se tenir mutuellement de cause : un effet est nécessairement postérieur à sa cause, c'est-à-dire que si chaque obligation est l'effet de l'existence de l'autre, aucune d'elle ne peut naître.
- Dans les contrats réels (remise d'une chose, dépôt, prêt, gage) la prestation n'est pas la cause de l'obligation de restitution au créancier : la prestation est le fait générateur de l'obligation et non pas sa cause au sens de cause finale.
- Dans les libéralités, l'intention libérale[5] contribue uniquement à la qualification du contrat (à titre gratuit). Du point de vue de la validité, la cause est une notion vide de sens : force est de scruter les motifs, c'est-à-dire la cause subjective pour annuler une clause illicite ou immorale.

La théorie de la cause est inutile
- Dans les contrats synallagmatiques, l'absence de cause au moment de la formation du contrat ou une cause illicite et/ou immorale fait double emploi avec la notion d'objet du contrat ou de l'obligation.
- Dans les contrats réels, l'absence de cause équivaut à l'absence de remise de la chose; or, si la chose n'a pas été remise, le contrat n'est pas formé et il n'y a pas lieu de l'annuler
- Dans les libéralités, l'absence de cause équivaut à l'absence d'animus donandi; plutôt que recourir à l'absence de cause pour annuler la donation, le donateur pour faire valoir l'absence de consentement.

#### Réfutation des critiques anti-causalistes
La théorie de la cause n'est pas fausse
- La cause du contrat synallagmatique n'est pas le fait générateur, la cause finale n'est pas l'obligation de l'autre - la cause doit précéder l'effet et deux phénomènes ne peuvent être générateurs l'un de l'autre — c'est l'avantage escompté des obligations réciproques, c'est-à-dire le but poursuivi par les deux parties.
- Pour les contrats réels, les anti-causalistes confondent cause finale et cause efficiente — le but et l'origine — alors qu'une même prestation peut être à la fois le fait générateur et la cause d'une obligation : la formation du contrat de prêt suppose la remise de la chose prêtée que l'emprunteur s'engage à restituer parce qu'elle lui a été remise.

La théorie de la cause est utile
- Elle explique le contrat synallagmatique, les obligations réciproques : l'obligation de l'un a pour obligation de l'autre (nullité si objet impossible ou illicite, si la cause de l'obligation est absente ou fausse).
- Elle est distincte de l'objet : si dans un contrat synallagmatique l'objet de l'obligation d'une partie fait défaut ou est illicite alors que l'objet de l'obligation de l'autre est valable, seule la notion de cause (et sa réciprocité) permet de justifier la nullité de l'entier contrat.
- Le juge peut contrôler la justification du consentement (contrôle limité à l'existence et au caractère licite de la cause objective mais non aux mobiles : cause subjective).

Mais s'agissant de libéralités, la cause objective est nécessairement l'intention libérale : si celle-ci existe il ne peut y avoir absence de cause objective, d'où l'intérêt de recourir à la cause subjective — les mobiles — dès lors que la cause est illicite, immorale ou contraire à l'ordre public ou aux bonnes mœurs.

## La nature de la cause en jurisprudence: application distributive
Jacques Maury avait distingué les deux acceptions de la cause (cause de l'obligation et cause du contrat); il dresse par ailleurs un panachage cohérent de ces deux notions en fonction des intérêts à protéger :
- La cause est appréciée objectivement dans sa fonction de protection individuelle (du consentement).
- La cause est appréciée subjectivement dans sa fonction de protection sociale de l'ordre social (stricto sensu) et de l'ordre public économique (lato sensu).

Ce panachage se retrouve aujourd'hui en jurisprudence.

### L'appréciation en matière d'absence de cause
En la matière, la jurisprudence s'attache traditionnellement à la théorie de la cause objective.
On a pu noter un infléchissement de la position des juges à la suite des arrêts Point Club vidéos et Chronopost qui semblaient avoir transposé la théorie de la cause subjective en droit positif. À cet égard, si l'arrêt Chronopost peut être interprété autrement, l'arrêt des "cassettes vidéo" est sans équivoque : il s'attachait à ce que la cause du contrat demeure lors de son exécution. L'office du juge était, dans ce cas, de vérifier que le contrat puisse être exécuté conformément à l'économie voulue par les parties  lors de la conclusion du contrat. Dans le cas contraire, le juge devait invoquer l'absence de cause dans le contrat et en prononcer la nullité. 
Pour autant, la cause subjective subit aujourd'hui un reflux : si le principe de la jurisprudence des "points vidéo" a d'abord été confirmé par d'autres arrêts, il convient de noter qu'il n'en est pas fait application dans ces cas d'espèces ; surtout, la chambre commerciale semble avoir abandonné purement et simplement cette théorie dans une espèce similaire à celle ayant donné naissance à la jurisprudence . Ne demeure donc que la jurisprudence Chronopost, qui peut être interprétée comme un moyen d'assurer la force obligatoire du contrat et ne suffit donc pas à caractériser un accueil de la cause subjective par la Cour de cassation.
Il convient toutefois de noter que la jurisprudence, sans remettre en cause la théorie de la cause objective, laisse une fenêtre ouverte pour la protection de l'équilibre du contrat. En effet, la Cour de cassation a innové à l'occasion d'un arrêt du 11 mars 2003, au sein duquel elle accepte pour la première fois de prendre en compte une absence seulement partielle de la cause. Le juge, dans ce cas, peut prononcer une nullité partielle de la convention, visant à rétablir l'équilibre.

### L'appréciation en matière de cause illicite
La notion de cause objective ne permet pas de combattre au mieux les atteintes à l'ordre et à la moralité publics qui trouvent leur source ou sont facilitées par un contrat. L'exemple typique qui illustre cette critique est le suivant : un contrat de prostitution aura une cause illicite et sera nul tandis que le contrat de bail visant à établir une maison de tolérance sera à l'abri de la nullité, alors même que les intérêts en jeu sont les mêmes dans les deux cas.
La notion de cause subjective permet justement de répondre à cette exigence de conformité à l'ordre public et aux bonnes mœurs, en ce qu'elle permet de contrôler la concordance du contrat avec des exigences supérieures quand le recours à l'objet ne le permet pas. Aussi la jurisprudence a pris parti pour la cause subjective lorsqu'il s'agit de juger la licéité d'un contrat.
La sanction est possible lorsque le mobile illicite a été déterminant du consentement des parties, c'est-à-dire lorsque l'accord n'aurait pas eu lieu en son absence. La Cour de cassation n'exige pas de ce mobile qu'il soit partagé par les parties (sphère contractuelle), contrairement à sa jurisprudence antérieure ; il y a là traduction de sa volonté de sanctionner plus efficacement les atteintes à l'ordre public.